# Giovanni Battista Beccaria
Giovanni Battista Beccaria, al secolo Francesco Ludovico Beccaria (Mondovì, 3 ottobre 1716 – Torino, 27 maggio 1781), è stato un fisico, matematico e monaco cristiano italiano.

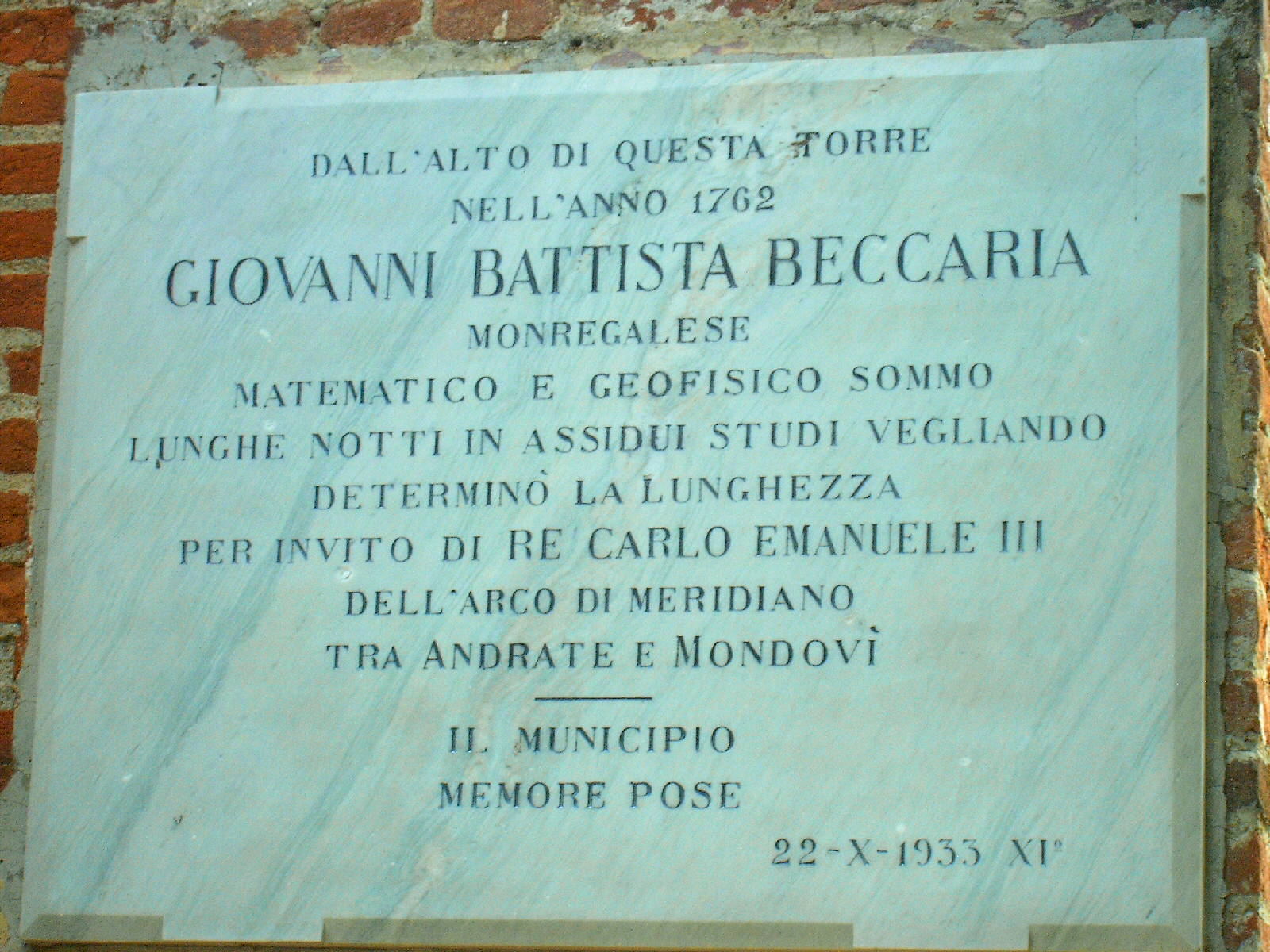
Lapide in onore di Beccaria sulla Torre civica del Belvedere a Mondovì

Fu autore del Gradus Taurinensis (misurazione di una porzione di meridiano terrestre che passa dal Piemonte) e un'importante personalità nel rinnovamento scientifico dell'Ateneo torinese del XVIII secolo.

## Biografia

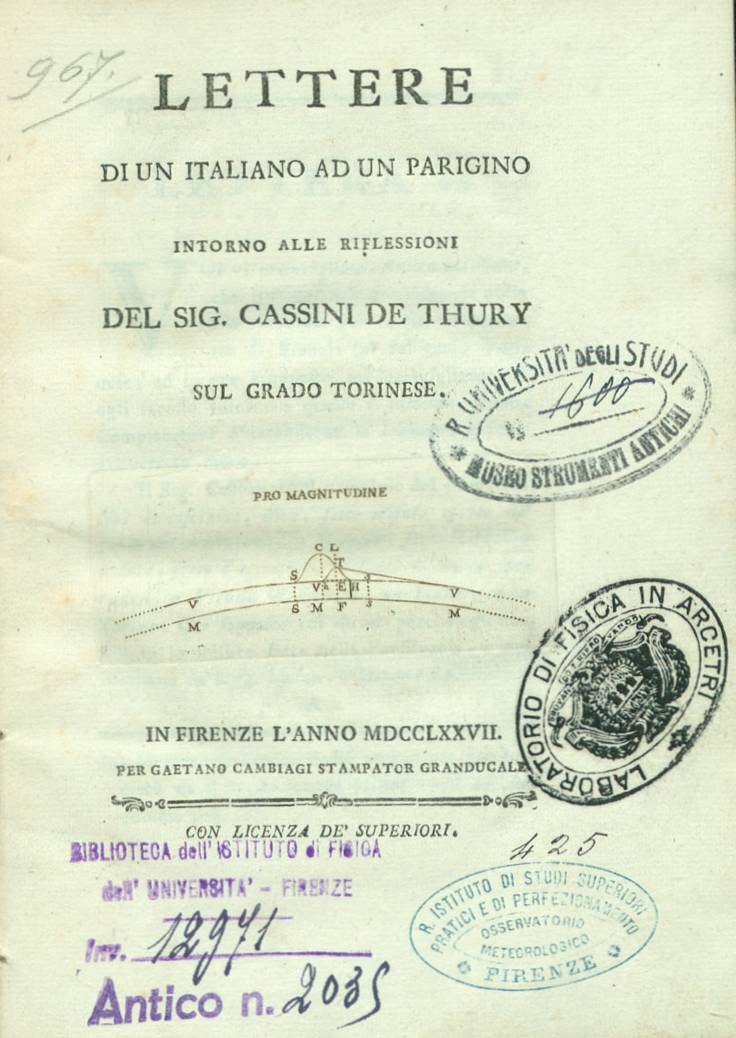
Lettere di un Italiano ad un Parigino intorno alle riflessioni del sig. Cassini de Thury sul grado torinese, 1777

### I primi anni
Francesco Ludovico Beccaria nacque a Mondovì nel 1716, di modesta famiglia. Il nome Giovanni Battista o Giambattista gli fu dato quando, giovanissimo, prese i voti all'Istituto religioso degli Scolopi della città natale, dove iniziò a utilizzare questo nome per firmare i suoi primi scritti. Fu proprio in questo periodo che compì studi approfonditi sulla fisica, orientandosi principalmente sulle nuove teorie e sulle sperimentazioni newtoniane. Dal 1740 circa fu infatti mandato a insegnare presso le scuole scolope di Narni, Urbino, Palermo e Roma. Nel 1748 fu chiamato dal Re Carlo Emanuele III a sostituire il monaco Padre Francesco Antonio Garro sulla cattedra di fisica sperimentale dell'Università di Torino.
Fu uno degli studiosi che contribuì a trasformare l'elettrologia da semplice oggetto di curiosità in disciplina scientifica, difendendo apertamente la teoria di Benjamin Franklin con cui avvierà una fitta corrispondenza. La sua linea di pensiero iniziò a discostarsi da quella che era l'ideologia prevalente all'interno dell'Ateneo torinese, ancora radicata su posizioni dogmatiche; lo scienziato piemontese privilegiava invece il metodo sperimentale rispetto alla “fisica cartesiana”, di matrice razionalistica. Le teorie basilari della fisica moderna, quali l'ottica newtoniana o la meccanica galileiana incominciarono finalmente ad attecchire anche negli ambienti accademici italiani, in sintonia con ciò che stava accadendo nel resto d'Europa.
Padre Beccaria formò quindi un gruppo di studio, educando dei giovani come Joseph-Louis Lagrange, Gianfrancesco Cigna, Angelo Saluzzo di Monesiglio, futuri fondatori della Privata Società Scientifica Torinese dalla quale a sua volta nascerà l'Accademia delle Scienze di Torino. Altri suoi allievi furono anche Alessandro Volta e Luigi Galvani.
I suoi interessi scientifici, in questa prima fase, riguardarono quasi esclusivamente l'elettrologia, divenuta vera e propria disciplina scientifica nel senso moderno del termine; in questo ambito elaborò la teoria dell'elettricità vendicata, confutata solo successivamente dalle esperienze di Volta. In seguito, si occupò anche di meteorologia e di idraulica.
Beccaria ebbe intensa corrispondenza con Franklin, con il quale condivideva molte idee riguardanti soprattutto l'elettrologia. In seguito ai suoi studi, e alle scoperte di Franklin, furono installati dei parafulmini sulla Basilica di San Marco (Venezia) e sul Palazzo del Quirinale a Roma sotto la sua diretta supervisione, e successivamente anche sul Duomo di Milano (1770).

### Le scoperte e le opere del primo periodo
Nel suo trattato Dell'Elettricismo Artificiale e Naturale del 1753 Beccaria mostra di trovarsi in accordo con la teoria di Franklin del fluido unico, dando una descrizione quantitativa dei vari fenomeni ad essa riconducibili. Classificò i corpi in base alle loro proprietà elettriche, distinguendo conduttori e dielettrici (dei quali descrive il ruolo all'interno dei condensatori) e illustrò le proprietà magnetiche dei conduttori. Nella medesima opera è anticipato inoltre un risultato, attribuito storicamente a Faraday e di fondamentale importanza in elettrostatica, secondo cui
e dal quale il Beccaria dedusse, contrariamente a quanto si credeva sino ad allora, che la resistenza elettrica in un conduttore è proporzionale alla lunghezza dello stesso, formulandone così il primo enunciato quantitativo. 
Infine, classificò le scariche elettriche e studiò l'elettricità atmosferica e il parafulmine, che si diffuse così in Piemonte prima che altrove in Italia.
Il trattato del Beccaria, dopo la pubblicazione in Italia, venne tradotto in inglese e diffuso negli Stati Uniti soprattutto grazie all'impegno profuso dallo stesso Benjamin Franklin e dal collega Joseph Priestley. Nel 1755 venne nominato membro della Royal Society.

### IlGradus Taurinensise i due obelischi

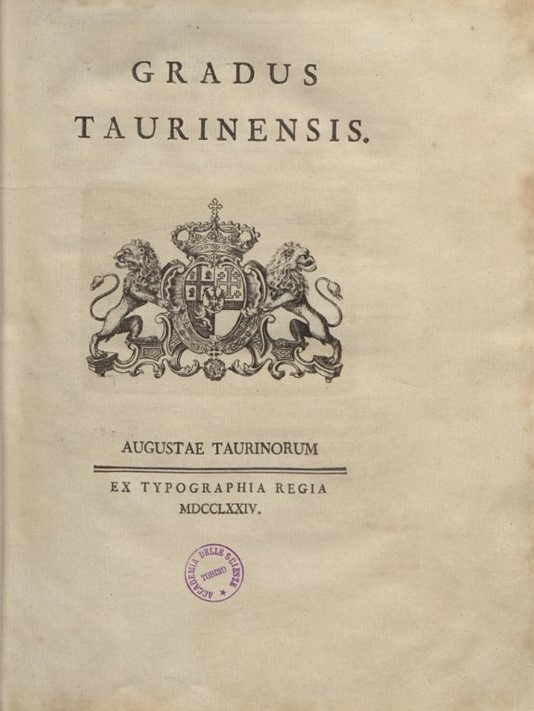
Frontespizio del Gradus Taurinensis pubblicato a Torino nel 1774 da G.B. Beccaria

Nel 1759, Re Carlo Emanuele III venne a sapere dal gesuita Padre Ruggero Boscovich che già in molti altri stati europei si erano svolte misurazioni sui meridiani geografici. Da grande mecenate e estimatore delle scienze, il Re affidò al Beccaria la misura di una porzione del meridiano piemontese 7°50' E, il cosiddetto Gradus Taurinensis, scelto perché passante per la città natale dello studioso, e che sarebbe, a sua volta, dovuto servire anche per il calcolo della circonferenza equatoriale terrestre e lo schiacciamento ai poli, oltre che all'aggiornamento delle Regie carte geografiche.
Le ricerche sui punti di misurazione furono condotte dallo stesso Beccaria col suo assistente, Domenico Canonica, tra il 1760 e il 1774. Queste permisero di realizzare il tracciamento della "Carta generale dello stato sabaudo", lavoro già avviato nel 1767.
Nel saggio intitolato Gradus Taurinensis, che il Beccaria pubblicò al termine dei suoi lavori solo nel 1774, si attribuì alla porzione di meridiano la lunghezza di 112,06 km (un po' più grande rispetto a quella oggi adottata, 111,137 km): da ciò, egli ricavò la lunghezza dell'intero meridiano terrestre 7°50' E, e cioè 40332 km (invece dei 40009,152 correntemente accettati). Il geodeta francese César-François Cassini, nipote del più noto nonno Gian Domenico, anni più tardi contestò il valore numerico della latitudine stimata dallo scienziato piemontese a 1°7'44” (il risultato del Cassini nipote, basato sulla misura dell'ellissoide medio, fu di 1°8'14”; si veda a questo proposito la voce “geoide”); nel 1820 tuttavia, il fisico Plana riconfermò nuovamente i dati del Beccaria, motivando la discrepanza rispetto al valore teorico dedotto dal geodeta francese con la vicinanza delle Alpi, la cui attrazione gravitazionale influenzava in maniera sensibile la direzione del filo a piombo.
Per determinare la lunghezza di tale porzione del meridiano terrestre che taglia il Piemonte da Andrate (località vicino a Ivrea) fino a regione Belvedere di Mondovì (in Provincia di Cuneo), lo scienziato utilizzò dei metodi geometrici-trigonometrici simili a quelli inventati nell'antichità da Eratostene, ma usati anche dal celebre astronomo Gian Domenico Cassini pochi decenni prima, presso Perinaldo, in Liguria, nel 1696. Per eseguirli, il Beccaria dovette misurare tutta la lunghezza del viale Corso Francia che collegava (e tuttora collega) Piazza Statuto a Torino con la rotonda di Corso Susa a Rivoli, distante 12 km, quindi sulla linea est-ovest non del parallelo 45° N (come alcuni pensano, e che invece passa più a sud), ma del parallelo 45°,04' N con uno scarto di 30"; tale misura fu quindi usata per la triangolazione Andrate - Mondovì, anche attraverso trigonometrie geografiche con altre località piemontesi quali Superga, Balangero, Sanfrè e Saluzzo.

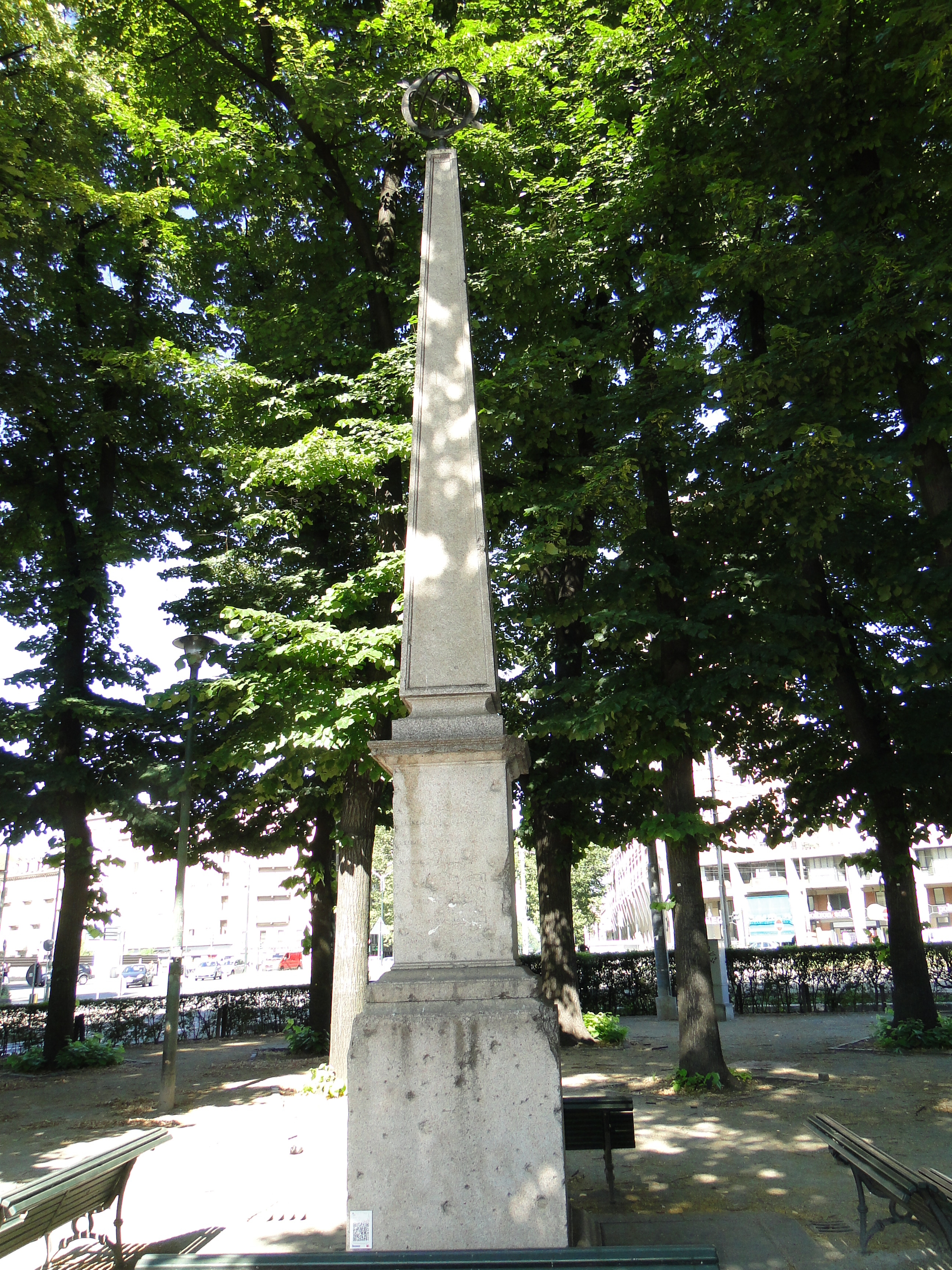
L'obelisco geodetico di Piazza Statuto

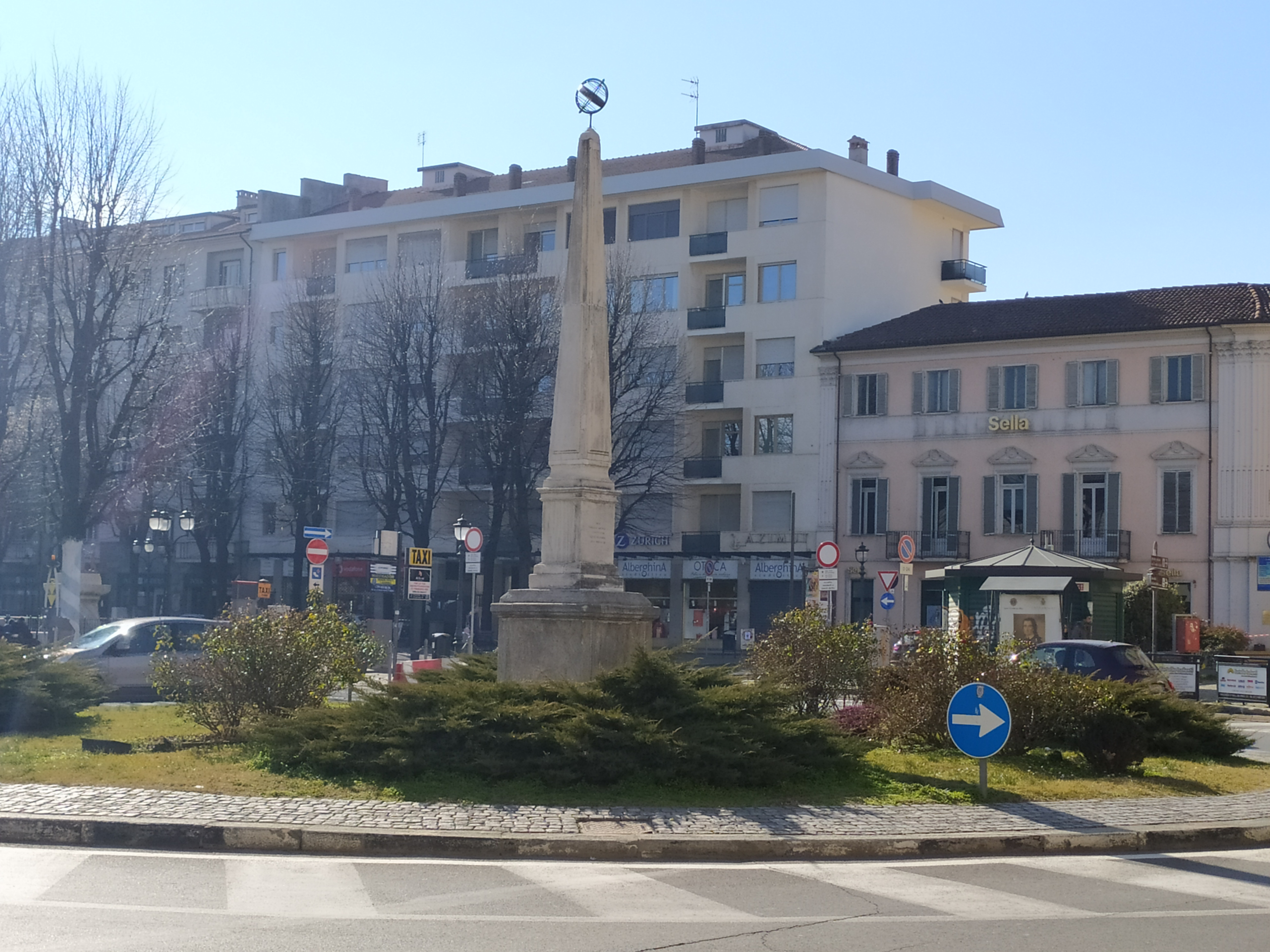
Obelisco a Rivoli, al fondo di Corso Francia

Egli utilizzò due pietre di marmo per segnalare gli estremi dello suddetto stradone, ancorandole al suolo e indicandone la precisa posizione ai lati del viale con alcuni alberi segnaletici. Nel tempo le pietre vennero sepolte dalla terra e gli alberi tagliati, così che i resti di questo esperimento andarono dispersi. Nel 1808 però il Generale Sanson, che guidò la dominazione francese e diresse i depositi di guerra, incaricò l'ingegner Lasseret di ricercarle. Basandosi sugli appunti del Beccaria e di varie istituzioni locali (il Prefetto Stefano Vincent, il sindaco di Torino Giovanni Negro e quello di Rivoli Revelli) i massi videro di nuovo la luce. Per inaugurare l'avvenimento e tramandarlo ai posteri si decise di costruirvi sopra, a spese dei due comuni, una coppia di obelischi identici, presenti ancora oggi: quello di Rivoli fu inaugurato l'8 ottobre di quell'anno, mentre quello di Piazza Statuto il 7 dicembre.

### Gli ultimi anni
Oltre a occuparsi di elettrologia, Beccaria fu anche un cultore di discipline umanistiche come la letteratura latina, che prediligeva rispetto alle altre, la poesia e l'arte.
Fu membro della  Royal Society  e della  massoneria. 
Morì a Torino il 27 maggio 1781, proprio mentre lavorava ad un trattato sulle meteore, dopo essere stato colpito da una lunga e dolorosa malattia, durante la quale ricevette il supporto delle maggiori autorità dell'epoca.

## Intitolazioni

### A Torino
Il Comune di Torino gli intitolò un piccolo tratto di corso, proseguimento di corso San Martino tra il giardinetto dell'obelisco di Piazza Statuto e corso Principe Eugenio e che fu, per un certo periodo, anche il corso più corto di Torino, di soli 100 metri.
La scrittrice Marina Jarre, in un suo romanzo, descrisse così il piccolo obelisco di Piazza Statuto:

L'astrolabio sulla sommità dell'obelisco geodetico, peraltro, è anche noto come la guglia di Beccaria.

### Ad Andrate
La piazza su cui sorge il municipio di Andrate è stata intitolata a suo nome, e nella chiesa parrocchiale antistante, sulla parete a sinistra dell'altare, si può osservare una lapide di marmo che riporta incise le seguenti parole
Un ritratto dell'epoca riportante le fattezze del grande fisico piemontese viene custodito nella parrocchia della cittadina.

## Opere
- Experimenta atque observationes quibus electricitatis vindex late constituitur atque explicatur, 1769.
- Dell'elettricismo naturale e artificiale, 1753.
- Dell'elettricismo, 1758.
- Elettricismo artificiale, Torino, Stamperia reale, 1772. (tradotto in inglese due anni dopo).
  -  Dell'elettricismo artificiale, vol. 1, Macerata, Antonio Cortesi, 1793.
  -  Dell'elettricismo terrestre e atmosferico, vol. 2, Macerata, Antonio Cortesi, 1793.
- (LA) Gradus Taurinensis, Torino, Stamperia reale, 1774.
- Della elettricità terrestre atmosferica a cielo sereno, Torino, 1775.
- Lettere di un Italiano ad un Parigino intorno alle riflessioni del sig. Cassini de Thury sul grado torinese, Firenze, Gaetano Cambiagi, 1777.